# أربكير
أربكير (الأرمينية: Արաբկիր վարչական շրջան) هي واحدة من 12 مقاطعة في يريفان عاصمة أرمينيا. تقع في شمال وسط المدينة، حيث تحدها غربا منطقة أجابنياك وفي الشمال الغربي منطقة دافتاشن وجنوبا منطقة كينترون وشرقا منطقة كناكار زيتون. يشكل نهر هرزدان الحدود الطبيعية للمنطقة من الشمال والغرب.
في الشمال، توجد لدى أربكير حدود مشتركة مع قرية كوناكيرافان في محافظة كوتايك.

## توأمة
لأربكير اتفاقيات توأمة مع كل من:
- لو بليسيس روبنسون
- شيشلي